# 雪兔子
雪兔子（学名：Saussurea gossypiphora）为菊科风毛菊属的植物。分布于印度、尼泊尔、锡金以及中国大陆的云南、西藏等地，生长于海拔4,500米至5,000米的地区，多生于山坡岩缝中、高山流石滩和山顶沙石地，目前尚未由人工引种栽培。

## 别名
麦朵刚拉（西藏）

## 异名
- Saussurea gossypiphora D. Don var. conaensis S. W. Liu